# Santo Isidoro (Mafra)
Santo Isidoro ist eine Gemeinde (Freguesia) im portugiesischen Kreis Mafra. In ihr leben 4396 Einwohner (Stand 19. April 2021).
Daniel Batalha Henriques, katholischer Geistlicher und Weihbischof in Lissabon, wurde 1966 in Santo Isidoro geboren.

## Persönlichkeiten
- Daniel Batalha Henriques (1966–2022), römisch-katholischer Geistlicher und Weihbischof